# Fairfax (Missouri)
Fairfax és una població dels Estats Units a l'estat de Missouri. Segons el cens del 2000 tenia 645 habitants.

## Demografia
Segons el cens del 2000, Fairfax tenia 645 habitants, 301 habitatges, i 180 famílies. La densitat de població era de 518,8 habitants per km².
Dels 301 habitatges en un 25,6% hi vivien nens de menys de 18 anys, en un 52,8% hi vivien parelles casades, en un 5% dones solteres, i en un 39,9% no eren unitats familiars. En el 37,9% dels habitatges hi vivien persones soles el 24,6% de les quals corresponia a persones de 65 anys o més que vivien soles. El nombre mitjà de persones vivint en cada habitatge era de 2,14 i el nombre mitjà de persones que vivien en cada família era de 2,83.
Per edats la població es repartia de la següent manera: un 22% tenia menys de 18 anys, un 5% entre 18 i 24, un 25,1% entre 25 i 44, un 23,4% de 45 a 60 i un 24,5% 65 anys o més.
L'edat mediana era de 44 anys. Per cada 100 dones de 18 o més anys hi havia 80,3 homes.
La renda mediana per habitatge era de 30.156 $ i la renda mediana per família de 37.841 $. Els homes tenien una renda mediana de 28.750 $ mentre que les dones 16.667 $. La renda per capita de la població era de 16.417 $. Entorn del 4,5% de les famílies i el 8,7% de la població estaven per davall del llindar de pobresa.

## Poblacions més properes
El següent diagrama mostra les poblacions més properes.